# Julie Finne-Ipsen
Julie Finne-Ipsen (* 22. Januar 1995) ist eine dänische Badmintonspielerin. 

## Karriere
Julie Finne-Ipsen belegte bei den Hungarian International 2012 Rang zwei im Damendoppel mit Rikke S. Hansen. Auch bei den Estonian International 2013 und den Croatian International 2013 wurden beide gemeinsam Zweite. Bei der Badminton-Junioreneuropameisterschaft 2013 gewannen Ipsen und Hansen Silber. Bei letztgenannter Veranstaltung erkämpfte sich Ipsen auch Bronze im Mixed mit Kasper Antonsen. Mit ihrer Partnerin Rikke S. Hansen konnte sie danach noch das Damendoppel bei den Norwegian International für sich entscheiden.